# Actias aliena
Actias aliena är en fjärilsart som beskrevs av Butler 1879. Actias aliena ingår i släktet månspinnare, och familjen påfågelspinnare. Inga underarter finns listade i Catalogue of Life.